# وادي الفارعة (نهر)
وادي الفارعة هو مجرى في شمال الضفة الغربية يصب في نهر الأردن جنوب جسر دامية. إنه أكبر مجرى في الضفة الغربية. يقع وادي الفارعة في المنطقة الوعرة من الضفة الغربية ويمر شرقًا عبر وادي الأردن مرورًا بقرية وادي الفارعة الفلسطينية. يستخدم خزان ترصة لتجميع مياه فيضان وادي الفارعة قبل أن يصب في نهر الأردن.

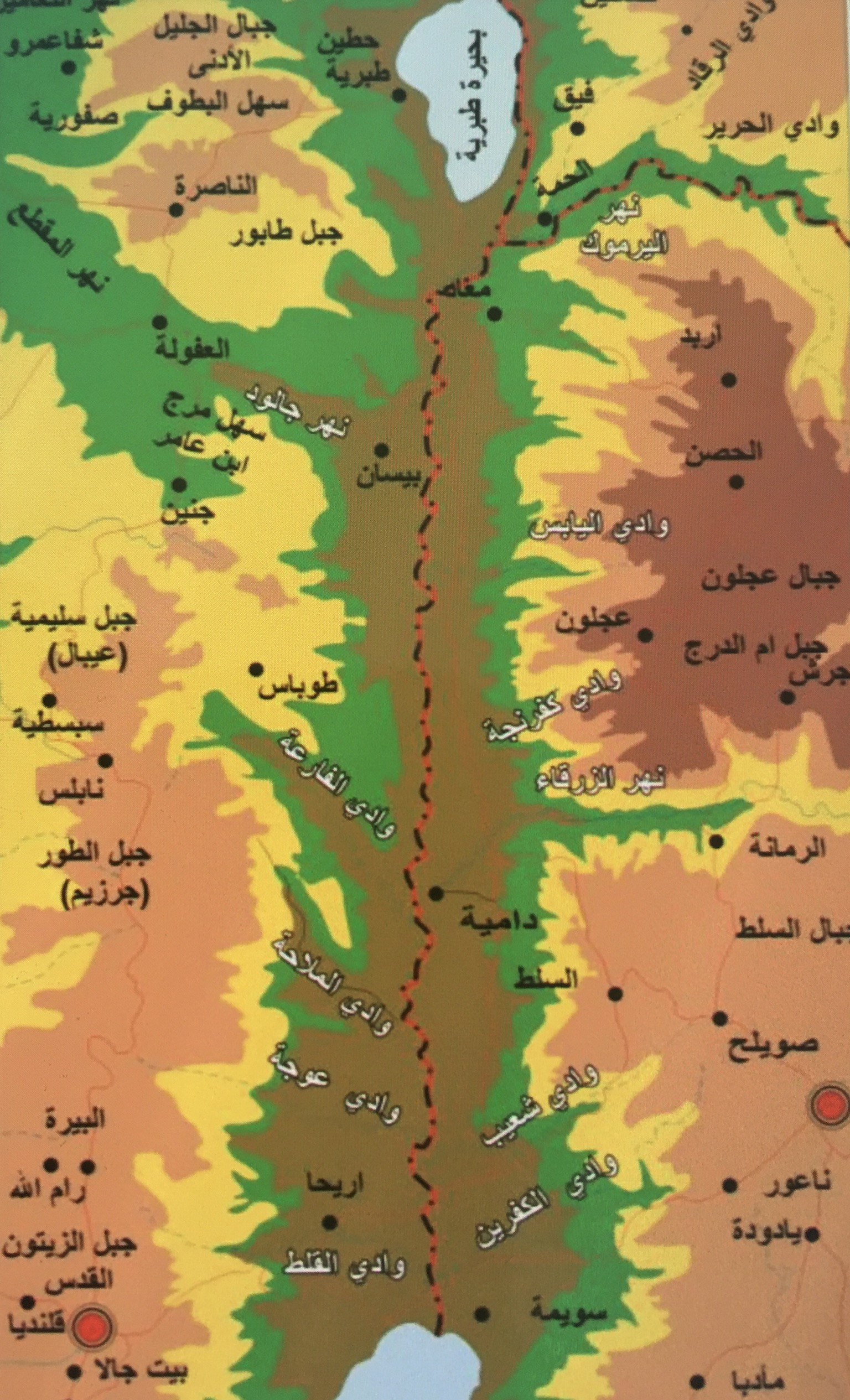
وادي الفارعة وأودية نهر الشريعة